# Extrapolations
Extrapolations är en amerikansk dramaserie från 2023. Serien är skapad av Scott Z. Burns och hade premiär på  Apple TV+ den 17 mars 2023. Den första säsongen består av åtta avsnitt.

## Handling
Serien handlar om effekterna av klimatförändringarna där åtta berättelser om kärlek, arbete, och de livsavgörande val som mänskligheten ställs inför när planeten förändras i allt snabbare takt vävs samman.

## Rollista (i urval)
- Meryl Streep
- Sienna Miller - Rebecca Shearer
- Kit Harington - Nicholas Bilton
- Diane Lane
- Tahar Rahim - Ezra Haddad
- Matthew Rhys - Junior
- Daveed Diggs - Marshall Zucker
- Gemma Chan - Natasha Alper
- David Schwimmer - Harris Goldblatt
- Adarsh Gourav - Gaurav
- Forest Whitaker - August Bolo
- Marion Cotillard - Sylvie Bolo
- Tobey Maguire - Nic
- Eiza González - Elodie
- Edward Norton - Jonathan Chopin
- Keri Russell - Olivia Drew
- Heather Graham